# Lasius flavus
Sous-genre
Espèce
Lasius flavus aussi connue sous le surnom de fourmi jaune est une espèce de fourmis très répandue en Europe, mais que l'on rencontre également en Asie, au nord de l'Afrique ainsi qu'à l'est de l'Amérique du Nord. Elle fait partie de la famille des Formicidae, de la sous-famille des Formicinae.

## Description
La reine mesure de 7 à 9 millimètres de long, les mâles de 3 à 4 millimètres et les ouvrières de 2 à 4 millimètres. Ces fourmis ont des couleurs allant du jaune au brun, la gyne et les mâles étant sensiblement plus foncés. Elles ne possèdent pas de soldats (majors) à proprement parler, mais en revanche il existe des ouvrières plus grosses que les autres, que l'on qualifie de média 

## Habitat
Cette espèce vit principalement dans les prés, les nids étant généralement souterrains et recouverts d'herbe, mais pouvant également être observés sous forme de dômes de terre particulièrement en cas d'humidité prononcée du sol (après pluies...).

## Mode de vie
Les reproducteurs essaiment surtout les jours de chaleur en plein été. Parfois plusieurs gynes s'entendent pour former une colonie. On parle alors de pléométrose. Après la fondation, certaines reines sont en général éliminées jusqu'à ce qu'il n'en reste plus qu'une seule dans la colonie, qui sera alors monogyne. Elles se nourrissent presque exclusivement de miellat, sécrété par des pucerons qu'elles élèvent dans des abris souterrains où ces pucerons se nourrissent de la sève de racines. Cette vie à l'obscurité est probablement responsable de la couleur jaune des ouvrières et du faible nombre d'ommatidies − récepteurs sensibles à la lumière - de leurs yeux composés. Cette espèce a aussi besoin d'une diapause car elle est endogène-hétérodynamique, c'est-à-dire qu'elle passera en diapause quelle que soit la température ambiante. La diapause débute généralement en novembre et dure environ 4 mois.